# Diébédo Francis Kéré

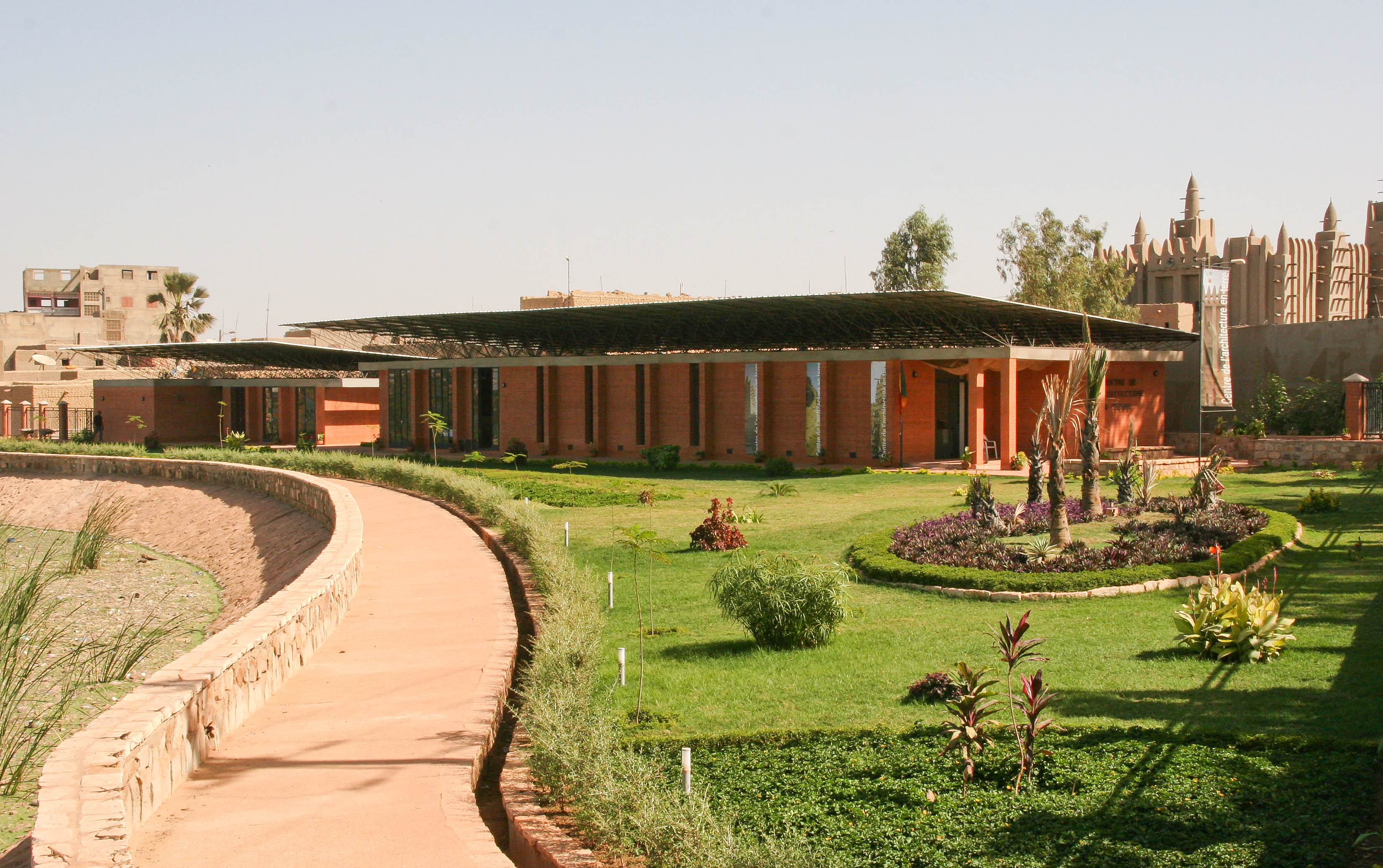
Centre for Earth Architecture, Mopti, Mali

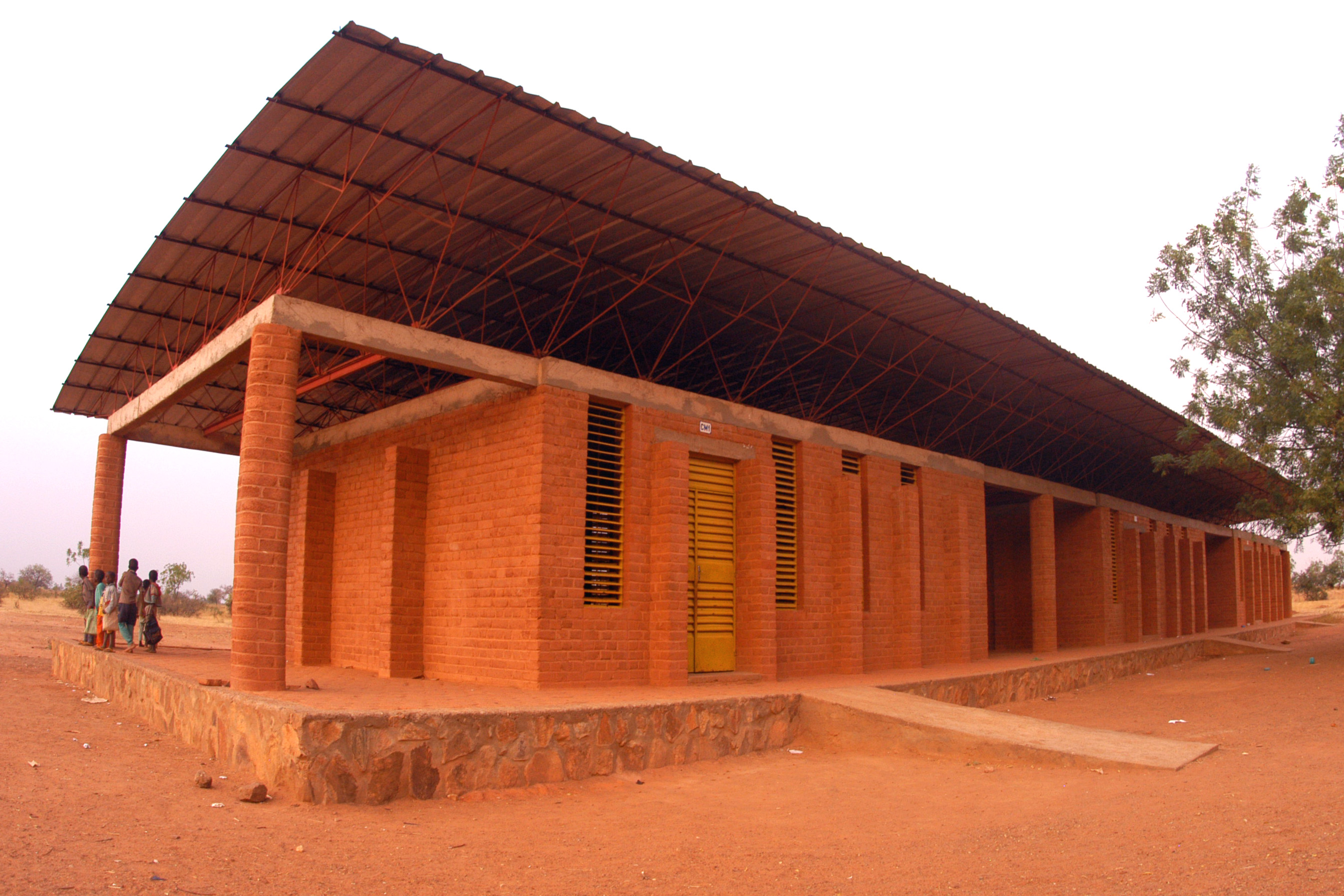
Gandos grundskola, Burkina Faso

Diébédo Francis Kéré, född 10 april 1965 i byn Gando, i Burkina Faso, är en burkinisk-tysk arkitekt med verksamhet i Berlin i Tyskland.
Diébédo Francis Kéré var äldste sonen till byäldsten i Gando. Han sändes vid sju års ålder av fadern till stan för att gå i skola, eftersom det inte fanns någon sådan i byn. Han blev därefter snickare och fick ett stipendium från Carl Duisberg Gesellschaft e.V. för att fullgöra praktik som biståndstjänsteman i Tyskland. Efter praktikperioden började han studera till arkitekt på Berlins tekniska universitet, med examen 2004. År 1998 grundade han föreningen Schulbausteine für Gando e.V. (idag Kéré Foundation) för att finansiera byggandet av en grundskola i sin födelseby. Han ritade Gandos första skola som examensprojekt 2004, och samma år grundade han arkitektbyrån Kéré Architecture.
Kéré har varit lärare på Berlins tekniska universitet. År 2017 blev han professor på Münchens tekniska universitet.
Han mottog 2004 Aga Khans arkitekturpris för att ha ritat grundskolan i Gando, 2022 Pritzkerpriset och 2023 Praemium Imperiale.